# Fernando Fernán Gómez
Pour les articles homonymes, voir Fernández et Gomez.
Fernando Fernández Gómez, connu artistiquement comme Fernando Fernán Gómez, né le 28 août 1921 à Lima, au Pérou, et mort le 21 novembre 2007 à Madrid, est un écrivain, acteur, scénariste, metteur en scène de cinéma et de théâtre espagnol.

## Biographie
Petit-fils de la comédienne de théâtre María Guerrero, fils de l'actrice Carola Fernán Gómez et de l'acteur Fernando Díaz de Mendoza, Fernando Fernán Gómez est l'une des grandes personnalités du monde cinématographique espagnol.
Durant la guerre d'Espagne (1936-1939), alors étudiant à l'université de Madrid en philosophie et lettres, il s'inscrit aux cours de théâtre de la CNT, débutant en tant que professionnel en 1938 dans la troupe de Laura Pinillos.
Après une longue carrière dans le théâtre, le cinéma et la littérature, il devient membre, le 30 janvier 2000, de l'Académie royale espagnole (siège numéro B.1).
Il est à ce jour l'un des six acteurs à avoir reçu le prix national de Cinématographie du ministère espagnol de la Culture, avec Francisco Rabal, Fernando Rey, Carmelo Gómez, Javier Bardem et Antonio Banderas.

## Honneurs et récompenses officielles
Il est membre de l'Académie royale espagnole durant sept ans (2000-2007), occupant le siège B depuis son entrée (30 janvier 2000) jusqu'à son décès.
En 1981, il reçoit la médaille d'or du mérite des beaux-arts par le ministère de l'Éducation, de la Culture et des Sports.
Il reçoit le prix national de Cinématographie en 1989 et le prix Donostia en 1999.

## Œuvre littéraire

### Romans
- El vendedor de naranjas. Madrid, Tebas, 1961; Madrid, Espasa-Calpe, 1986
- El viaje a ninguna parte. Madrid, Debate, 1985
- El mal amor. Barcelona, Planeta, 1987 ; roman historique — finaliste prix Planeta 1987
- El mar y el tiempo. Barcelona, Planeta, 1988
- El ascensor de los borrachos. Madrid, Espasa-Calpe, 1993
- La Puerta del Sol. Madrid, Espasa-Calpe, 1995
- ¡Stop! novela de amor. Madrid, Espasa-Calpe, 1997
- La cruz y el lirio dorado. Madrid, Espasa-Calpe, 1998 ; roman historique
- Oro y hambre. Barcelona, Muchnik, 1999, roman historique
- Capa y espada. Madrid, Espasa-Calpe, 2001 ; roman historique
- El tiempo de los trenes. Madrid, Espasa-Calpe, 2004

### Théâtre
- Pareja para la eternidad. Madrid, Acanto, 1947
- Las bicicletas son para el verano. Madrid, Espasa-Calpe, 1984
- La coartada. Los domingos, bacanal. Madrid, Espasa-Calpe, 1985 ; Madrid, Antonio Machado, 1987
- Lazarillo de Tormes. Adaptation. Valladolid, Castilla Eds., 1994
- Marido y medio. Comédie représentée le 7 juin 1959 au théâtre Gran Vía de Madrid, non éditée
- Del Rey Ordás y su infamia. Comédie représentée le 22 août 1983 au théâtre Palacio del Progreso de Madrid, non éditée
- Ojos de bosque. Comédie représentée le 9 juillet 1986 sur la Plaza de la Almudena de Madrid, au cours de la programmation de «Los veranos de la Villa», non éditée
- El Pícaro. Aventuras y desventuras de Lucas Maraña. Représentée au théâtre Central Hispano de Séville le 8 septembre 1992, non éditée
- Los invasores del palacio. Madrid, Fundación Autor, 2000
- Defensa de Sancho Panza. Représentée au XXV Festival Internacional de Teatro Clásico de Almagro le 19 juillet 2002, non éditée
- Morir cuerdo y vivir loco. Représentée au théâtre Principal de Zaragoza le 13 janvier 2004, non éditée

## Filmographie

### Comme réalisateur
- Manicomio, co-réalisé avec Luis María Delgado (1954)
- El mensaje (1955)
- El malvado Carabel (1956)
- La vida por delante (1958)
- La vida alrededor (1959)
- Sólo para hombres (1960)
- La venganza de Don Mendo (1961)
- El mundo sigue (1963)
- Los palomos (1964)
- El extraño viaje (1964)
- Ninette y un señor de Murcia (1965)
- Mayores con reparos (1966)
- Crimen imperfecto (1970)
- Cómo casarse en 7 días (1971)
- Yo la vi primero (1974)
- La querida (1976)
- Bruja, más que bruja (1976)
- Ma fille Hildegart (1977)
- Cinco tenedores (1979)
- Mambrú se fue a la guerra (1986)
- El viaje a ninguna parte (1986)
- El mar y el tiempo (1989)
- Fuera de juego (1991)
- Siete mil días juntos (1994)
- Pesadilla para un rico (1997)
- A Porta do Sol (1998)
- Lázaro de Tormes, co-réalisé avec José Luis García Sánchez (2001)

### Comme acteur
- 1943 : Rosas de otoño de Juan de Orduña et Eduardo Morera
- 1943 : Palais à vendre (Se vende un palacio) de Ladislas Vajda
- 1943 : Turbante blanco d'Ignacio F. Iquino
- 1943 : Viviendo al revés d'Ignacio F. Iquino
- 1943 : Cristina Guzmán de Gonzalo Delgrás
- 1943 : Noche fantástica de Luis Marquina
- 1943 : La chica del gato de Ramón Quadreny
- 1944 : Empezó en boda de Raffaello Matarazzo
- 1944 : Una chica de opereta de Ramón Quadreny
- 1944 : Mi enemigo y yo de Ramón Quadreny
- 1945 : Eres un caso de Ramón Quadreny
- 1945 : Espronceda de Fernando Alonso Casares
- 1945 : Se le fue el novio de Julio Salvador
- 1945 : El destino se disculpa de José Luis Sáenz de Heredia
- 1945 : El camino de Babel de Jerónimo Mihura
- 1945 : Bambú de José Luis Sáenz de Heredia
- 1945 : Domingo de carnaval d'Edgar Neville
- 1946 : La próxima vez que vivamos d'Enrique Gómez
- 1946 : Los habitantes de la casa deshabitada de Gonzalo Delgrás
- 1946 : Es peligroso asomarse al exterior d'Alejandro Ulloa et Arthur Duarte
- 1947 : Noche sin cielo d'Ignacio F. Iquino
- 1947 : La muralla feliz d'Enrique Herreros
- 1947 : La sirena negra de Carlos Serrano de Osma
- 1947 : Embrujo de Carlos Serrano de Osma
- 1948 : Hoy no pasamos lista de Raúl Alfonso et Rafael Alonso
- 1948 : Pototo, Boliche y compañía de Ramón Barreiro
- 1948 : Encrucijada de Pedro Lazaga
- 1948 : La mies es mucha de José Luis Sáenz de Heredia
- 1948 : Botón de ancla de Ramón Torrado
- 1948 : Vida en sombras de Lorenzo Llobet Gracia
- 1949 : Noventa minutos d'Antonio del Amo
- 1949 : Alas de juventud d'Antonio del Amo
- 1950 : Facultad de letras de Pío Ballesteros
- 1950 : Tiempos felices d'Enrique Gómez
- 1950 : El último caballo d'Edgar Neville
- 1950 : La noche del sábado de Rafael Gil
- 1951 : Balarrasa de José Antonio Nieves Conde
- 1951 : La trinca del aire de Ramón Torrado
- 1951 : El capitán Veneno de Luis Marquina
- 1952 : Cincuenta años del Real Madrid de Rafael Gil
- 1952 : El sistema Pelegrín d'Ignacio F. Iquino
- 1952 : Me quiero casar contigo de Jerónimo Mihura
- 1952 : Los ojos dejan huellas de José Luis Sáenz de Heredia
- 1953 : La conciencia acusa de Georg Wilhelm Pabst
- 1953 : Esa pareja feliz de Juan Antonio Bardem et Luis García Berlanga
- 1953 : Aeropuerto de Luis Lucia Mingarro
- 1953 : Nadie lo sabrá de Ramón Torrado
- 1954 : Manicomio de lui-même et Luis María Delgado
- 1954 : Rebeldía de José Antonio Nieves Conde
- 1954 : Morena Clara de Luis Lucia Mingarro
- 1955 : La otra vida del capitán Contreras de Rafael Gil
- 1955 : El guardián del paraíso d'Arturo Ruiz Castillo
- 1955 : Congreso en Sevilla d'Antonio Román
- 1955 : El mensaje
- 1955 : Lo scapolo (El soltero) d'Antonio Pietrangeli
- 1956 : La gran mentira de Rafael Gil
- 1956 : El fenómeno de José María Elorrieta
- 1956 : El malvado Carabel
- 1956 : Viaje de novios de León Klimovsky
- 1957 : El inquilino de José Antonio Nieves Conde
- 1957 : Las muchachas de azul de Pedro Lazaga
- 1957 : Faustina de José Luis Sáenz de Heredia
- 1957 : Un marido de ida y vuelta de Luis Lucia Mingarro
- 1957 : Los ángeles del volante d'Ignacio F. Iquino
- 1958 : La vida por delante de lui-même et José Luis de la Torre
- 1958 : Ana dice sí de Pedro Lazaga
- 1959 : La vida alrededor
- 1959 : Luna de verano de Pedro Lazaga
- 1959 : Soledad de Mario Craveri, Enrico Gras et Félix Acaso
- 1959 : Bombas para la paz d'Antonio Román
- 1959 : La ironía del dinero d'Edgar Neville et Guy Lefranc
- 1960 : Sólo para hombres
- 1960 : La vida privada de Fulano de Tal de José María Forn
- 1960 : Crimen para recién casados de Pedro Luis Ramírez
- 1960 : Les Trois etc. du colonel de Claude Boissol
- 1961 : La venganza de Don Mendo
- 1961 : Adiós, Mimí Pompón de Luis Marquina
- 1961 : Fantasmas en la casa de Pedro Luis Ramírez
- 1962 : ¿Dónde pongo este muerto? de Pedro Luis Ramírez
- 1963 : Benigno, hermano mío d'Arturo González hijo
- 1962 : Chasse à la mafia (Rififí en la ciudad) de Jesús Franco
- 1963 : La Becerrada de José María Forqué
- 1965 : Un vampiro para dos de Pedro Lazaga
- 1965 : El mundo sigue
- 1965 : Ninette y un señor de Murcia
- 1966 : La mujer de tu prójimo d'Enrique Carreras
- 1966 : Mayores con reparos
- 1968 : La vil seducción de José María Forqué
- 1969 : ¿Por qué pecamos a los cuarenta? de Pedro Lazaga
- 1969 : Las panteras se comen a los ricos de Tito Fernández
- 1969 : Carola de día, Carola de noche de Jaime de Armiñán
- 1969 : Un adulterio decente de Rafael Gil
- 1969 : Estudio amueblado 2.P. de José María Forqué
- 1970 : El triangulito de José María Forqué
- 1970 : De profesión, sus labores de Javier Aguirre
- 1970 : Crimen imperfecto
- 1970 : Pierna creciente, falda menguante de Javier Aguirre
- 1971 : Cómo casarse en 7 días
- 1971 : Las Ibéricas F.C. de Pedro Masó
- 1971 : Los gallos de la madrugada de José Luis Sáenz de Heredia
- 1973 : Vera, un cuento cruel de Josefina Molina
- 1973 : Don Quijote cabalga de nuevo de Roberto Gavaldón
- 1973 : La leyenda del alcalde de Zalamea de Mario Camus
- 1973 : Ana y los lobos de Carlos Saura
- 1973 : L'Esprit de la ruche (El espíritu de la colmena) de Víctor Erice
- 1974 : Yo la vi primero
- 1974 : El amor del capitán Brando de Jaime de Armiñán
- 1975 : Sensualidad de Germán Lorente
- 1975 : Pim, pam, pum... ¡fuego! de Pedro Olea
- 1975 : Yo soy Fulana de Tal de Pedro Lazaga
- 1975 : Jó, papá de Jaime de Armiñán
- 1976 : La querida
- 1976 : L'Anachorète (El anacoreta) de Juan Estelrich
- 1976 : Bruja, más que bruja
- 1976 : Gulliver d'Alfonso Ungría
- 1976 :  Las cuatro novias de Augusto Pérez de José Jara
- 1976 : Imposible para una solterona de Rafael Romero Marchent
- 1977 : Reina Zanahoria de Gonzalo Suárez
- 1977 : La ragazza dal pigiama giallo de Flavio Mogherini
- 1977 : Más fina que las gallinas de Jesús Yagüe
- 1977 : Parranda de Gonzalo Suárez
- 1977 : Chely de Tito Fernández
- 1978 : Los restos del naufragio de Ricardo Franco
- 1978 : Arriba Azaña de José María Gutiérrez Santos
- 1979 : Madrid al desnudo de Jacinto Molina
- 1979 : Milagro en el circo d'Alejandro Galindo
- 1979 : Maman a cent ans (Mamá cumple cien años) de Carlos Saura
- 1980 : Yo qué sé d'Emma Cohen
- 1981 : Maravillas de Manuel Gutiérrez Aragón
- 1981 : 127 millones libres de impuestos de Pedro Masó
- 1982 : Apaga... y vámonos d'Antonio Hernández
- 1982 : Copia cero d'Eduardo Campoy
- 1982 : Bésame, tonta de Fernando González de Canales
- 1983 : Soldados de plomo  de José Sacristán
- 1983 : Interior roig d'Eugenio Anglada
- 1983 : La Ruche de Mario Camus
- 1983 : Juana la loca... de vez en cuando de José Ramón Larraz
- 1984 : Stico de Jaime de Armiñán
- 1984 : Feroz de Manuel Gutiérrez Aragón
- 1984 : Los Zancos de Carlos Saura
- 1984 : La noche más hermosa de Manuel Gutiérrez Aragón
- 1985 : De hombre a hombre de Tito Fernández
- 1985 : Luces de bohemia de Miguel Ángel Díez
- 1985 : Réquiem por un campesino español de Francisco Betriú
- 1985 : La corte de Faraón de José Luis García Sánchez
- 1985 : Marbella, un golpe de cinco estrellas de Miguel Hermoso
- 1986 : L'Autre Moitié du ciel (La mitad del cielo) de Manuel Gutiérrez Aragón
- 1986 : Pobre mariposa de Raúl de la Torre
- 1986 : Mambrú se fue a la guerra
- 1986 : El viaje a ninguna parte
- 1986 : Delirios de amor d'Antonio González Vigil, Luis Eduardo Aute, Cristina Andreu et Félix Rotaeta
- 1987 : El gran Serafín de José María Ulloque
- 1987 : Cara de acelga de José Sacristán
- 1987 : Mi general de Jaime de Armiñán
- 1987 : Moros y Cristianos de Luis García Berlanga
- 1987 : Le Marquis d'Esquilache (Esquilache) de Josefina Molina et Joaquín Molina
- 1989 : El mar y el tiempo
- 1989 : El río que nos lleva d'Antonio del Real
- 1991 : Fuera de juego
- 1991 : Le Roi ébahi (El rey pasmado) d'Imanol Uribe
- 1991 : Marcellino (Marcelino, pan y vino) de Luigi Comencini
- 1992 : Chechu y familia d'Álvaro Sáenz de Heredia
- 1992 : Belle Époque de Fernando Trueba
- 1993 : Cartas desde Huesca d'Antonio Artero
- 1995 : Así en el cielo como en la tierra de José Luis Cuerda
- 1996 : Pintadas de Juan Estelrich junior
- 1996 : Pesadilla para un rico de lui-même
- 1996 : Tranvía a la Malvarrosa de José Luis García Sánchez
- 1997 : La hermana de Juan José Porto
- 1997 : El sueño de los héroes de Sergio Renán
- 1998 : Pepe Guindo de Manuel Iborra
- 1998 : El abuelo de José Luis Garci
- 1999 : Tout sur ma mère (Todo sobre mi madre) de Pedro Almodóvar
- 1999 : Plenilunio d'Imanol Uribe
- 1999 : La Langue des papillons (La lengua de las mariposas) de José Luis Cuerda
- 2000 : Voz de Javier Aguirre
- 2001 : Visionarios de Manuel Gutiérrez Aragón
- 2002 : Le Sortilège de Shanghai (El embrujo de Shanghai) de Fernando Trueba
- 2002 : En la ciudad sin límites d'Antonio Hernández
- 2003 : Bibliofrenia de Marcos Moreno
- 2004 : Tiovivo c. 1950 de José Luis Garci
- 2005 : Para que no me olvides de Patricia Ferreira
- 2006 : La silla de Fernando de David Trueba et Luis Alegre
- 2006 : Mia Sarah de Gustavo Ron